# بوبیو
بوبیو (به ایتالیایی: Bobbio) یک کومونه در ایتالیا است که در استان پیاچنزا واقع شده‌است.

## خصوصیات
بوبیو ۱۰۶٫۵ کیلومترمربع مساحت و ۳٬۷۲۴ نفر جمعیت دارد و ۲۷۲ متر بالاتر از سطح دریا واقع شده‌است.

## خواهرخوانده
شهرهای Ybbs an der Donau و Navan خواهرخوانده‌های بوبیو هستند.